# Seven Femenino de Estados Unidos
El Seven Femenino de Estados Unidos es un torneo anual de selecciones nacionales femeninas rugby 7 que se disputa en Estados Unidos desde 2013 como parte de la Serie Mundial Femenina de Rugby 7.
El torneo ha cambiado de sede varias veces, recorriendo distintas regiones del país.

## Palmarés
| Año  | Sede                       | Ciudad             | Campeón        | Marcador     | Subcampeón     |
| ---- | -------------------------- | ------------------ | -------------- | ------------ | -------------- |
| 2013 | BBVA Compass Stadium       | Houston, Texas     | Inglaterra     | 29 - 12      | Estados Unidos |
| 2014 | Fifth Third Bank Stadium   | Kennesaw, Georgia  | Nueva Zelanda  | 36 - 0       | Canadá         |
| 2015 | Fifth Third Bank Stadium   | Kennesaw, Georgia  | Nueva Zelanda  | 50 - 12      | Estados Unidos |
| 2016 | Fifth Third Bank Stadium   | Kennesaw, Georgia  | Australia      | 24 - 19      | Nueva Zelanda  |
| 2017 | Sam Boyd Stadium           | Las Vegas, Nevada  | Nueva Zelanda  | 28 - 5       | Australia      |
| 2018 | Infinity Park              | Glendale, Colorado | Nueva Zelanda  | 33 - 7       | Estados Unidos |
| 2019 | Infinity Park              | Glendale, Colorado | Estados Unidos | 26 - 7       | Australia      |
| 2024 | Dignity Health Sports Park | Carson, California | Nueva Zelanda  | 29 - 14      | Australia      |
| 2025 | Dignity Health Sports Park | Carson, California | A disputarse   | A disputarse | A disputarse   |

1. ↑  El Seven Femenino de EE. UU. no se celebró en la temporada 2017-18 debido al país anfitrión de la Copa del Mundo de Rugby 7 2018. El evento regresa para la temporada 2018-19, pero se mueve de marzo a octubre.

## Posiciones
- Número de veces que las selecciones ocuparon cada posición en todas las ediciones.

| Equipo         | Campeón | 2º puesto |
| -------------- | ------- | --------- |
| Nueva Zelanda  | 5       | 1         |
| Estados Unidos | 1       | 3         |
| Australia      | 1       | 3         |
| Inglaterra     | 1       |           |
| Canadá         |         | 1         |